# Al-Charufijja
Al-Charufijja (arab. الخاروفية) – miejscowość w Syrii, w muhafazie Aleppo. W 2004 roku liczyła 974 mieszkańców.